# Tulio de Oliveira
Túlio de Oliveira est un bioinformaticien brésilien. Il est professeur résident de bioinformatique à l'Université du KwaZulu-Natal et à l'Université de Stellenbosch en Afrique du Sud, et professeur associé de santé mondiale à l'Université de Washington. Après avoir étudié des épidémies de chikungunya, dengue, et les virus des hépatites B et C, du HIV, de la fièvre jaune et Zika, il dirige l'équipe qui a confirmé la découverte du variant bêta du SARS-CoV-2 en 2020. Il co-découvre ensuite le variant Omicron du SARS-CoV-2  en 2021.

## Biographie

### Enfance et formation
Túlio de Paiva Nazareth Andrade de Oliveira est né à Brasilia au Brésil, d'un père ingénieur brésilien et d'une mère, architecte native de Sao Tomé-et-Principe,,. Il a fréquenté le collège Colégio Marista Champagnat de Porto Alegre. Il obtient son baccalauréat ès sciences de l'Université fédérale du Rio Grande do Sul au Brésil. Il obtient sa maîtrise et son doctorat à la Nelson R Mandela School of Medicine de l'Université du KwaZulu-Natal.

### Carrière
De 2004 à 2006, il est chercheur à l'Université d'Oxford financé par une bourse Marie Curie. En 2015, il obtient une bourse Newton Advanced pour travailler au Wellcome Trust Sanger Institute de l'Université d'Édimbourg et, la même année, il est nommé professeur de bioinformatique à l'Université du KwaZulu-Natal,. Là, en 2017, il fonde la KwaZulu-Natal Research Innovation and Sequencing Platform (KRISP), qui trace par séquençage la dengue, le Zika, le VIH et la tuberculose, en plus du SARS-CoV-2,. En 2018, l'année précédant la fin de sa bourse à Édimbourg, il est nommé professeur agrégé de santé mondiale à l'Université de Washington. En juillet 2021, il devient professeur de bioinformatique à la School for Data Science and Computational Thinking de l'Université de Stellenbosch. Parmi ses étudiants se trouve le futur découvreur du variant Omicron du SARS-CoV-2, Sikhulile Moyo.
Pendant la pandémie de COVID-19, il dirige l'équipe qui a confirmé la découverte du variant Bêta du virus de la COVID-19 fin 2020,,. Il a émis l'hypothèse que de grands groupes de personnes précédemment infectées dont l'immunité décline entraînent directement l'émergence de variants préoccupants. S'il y a simultanément un niveau élevé de transmission, le déclin de l'immunité individuelle peut ne pas empêcher la réinfection et si le virus n'est pas éliminé chez suffisamment de personnes, de nouvelles mutations dangereuses peuvent devenir plus probables, car le virus survit et continue à infecter plus personnes. Par la suite, en tant que chercheur principal et chef du réseau de surveillance génomique en Afrique du Sud, il dirige l'équipe qui a confirmé et alerté les autorités du variant Omicron, séquencé pour la première fois au Lancet Laboratory de Johannesburg, en tant que nouveau variant en 2021,,. Après avoir alerté les autorités sur la variante Omicron en Afrique du Sud, appelant lui-même le président Cyril Ramaphosa, de Oliveira soutient que l'origine du virus est inconnue; il a «insisté sur le fait que ce n'est pas parce qu'il a été détecté pour la première fois en Afrique du Sud que c'est de là qu'il est originaire». Il a proposé que le variant Omicron puisse venir d'un autre pays que l'Afrique du Sud puisque l'Aéroport international OR Tambo de Johannesburg est le plus grand d'Afrique et identifiant même des variants Omicron dans des échantillons néerlandais prélevés avant l'identification de ce variant en Afrique.
Tulio de Oliveira a été convaincu par les plans du nouvel Institut de Recherche Biomédicale (BMRI) pour y établir le CERI, le Centre for Epidemic Response and Innovation (Centre pour l’innovation et la réponse aux épidémies). Désormais, Tulio de Oliveira est le directeur de ce laboratoire CERI situé dans l'Université de Stellenbosh depuis septembre 2021,.

### Vie privée
Son épouse, Astrid, et ses trois enfants sont sud-africains,.

## Récompenses et prix
En 2021, la revue scientifique Nature a inclus Tulio De Oliveira dans la liste de dix scientifiques ayant eu un rôle important dans les développements scientifiques de l'année écoulé. Une autre revue scientifique, MIT Technology Review, l'a aussi inclus dans sa liste des leader de la surveillance génomique laquelle y est décrite comme l'une des dix technologies révolutionnaires en 2022. Il reçoit la médaille d'or du Conseil sud-africain de la recherche médicale (SAMRC) en 2022 récompensant ses contributions qui ont eu un impact sur la santé dans les pays en voie de développement. La même année, pour ses contributions à la société, il reçoit le prix de l'excellence Batho Pele du gouvernement sud-africain. Le 25 Novembre 2022, il reçoit le Prix German Africa 2022 des mains du chancelier allemand Olaf Scholz pour son rôle, avec Sikhulile Moyo, dans l'identification du variant Omicron,.